# Индра Саварни
Индра Саварни (санскр. भौत्य) или Ботья является Ману четырнадцатой и последней манвантары согласно верованиям индуистов. Четырнадцатая манвантара наступит в будущем, нынешняя — Вайвасвата — седьмая. Эта манвантара — последняя, после того, как она закончится, четыре мира материальной вселенной (Бху, Бхувар, Сварга и Махар) будут разрушены, вернувшись к пралае. В Матсья-пуране говорится, что Ботья — десятый Ману, но никакой дополнительной информации о нём не приводится. В Маркандея-пуране говорится, что Ботья является четырнадцатым Ману, что сопровождается мифологическим сюжетом о нём, поэтому ссылки на Маркандея-пурану более убедительны. Кроме того, в нескольких других пуранах имя Ботьи упоминается как тринадцатого Ману, и сопровождается списком мудрецов, именами богов и изменением Индры в этой манвантаре. Однако содержание одних пуран отличается от других, поэтому часто возникают несоответствия.
Согласно Маркандея-пуране, Ботья был последним Ману и сыном мудреца по имени Бути. Бути будет вспыльчив, его легко обидеть, но он недостаточно силен, чтобы противостоять невзгодам. Когда-то он совершит аскезу, чтобы получить потомство, но отменит её из-за жизненных трудностей, с которыми столкнётся. Однако Санти, ученик Бути, начнёт умолять бога Агни подарить Бути ребёнка. Санти также скажет, что после того, как Бути посмотрит на своего ребёнка, его плохой характер постепенно исчезнет, и любовь будет расти в её сердце. Бог огня удовлетворит его просьбу. Он подарит Бути ребёнка, и характер мудреца в самом деле претерпит множество изменений. Сына мудреца назовут Ботьей. Ему суждено стать Ману в четырнадцатой и последней манвантаре будущего. У Ботьи будут сыновья по имени Уру и Гамбира.
В последней манвантаре основные боги — Чакшуша и Павитра, а Индра — Суки. Семь великих мудрецов (саптариши) в этой манвантаре Агнидара, Агнибаху, Суки, Мукта, Мадава, Сакру и Аджита. После окончания манвантары заканчивается период этой кальпы — Швета-вараха. Тогда вселенная будет полностью разрушена Шивой.